# Actium tenellum
Actium tenellum är en skalbaggsart som beskrevs av Grigarick och Schuster 1971. Actium tenellum ingår i släktet Actium och familjen kortvingar. Inga underarter finns listade i Catalogue of Life.